# Liste des villes fantômes d'Alberta
La province d'Alberta comporte plusieurs villes fantômes partiellement ou totalement abandonnées,. Beaucoup de villes fantômes existent en raison d'un certain nombre d'exploitations de mines de charbon qui ont échoué dans la région au début du XXe siècle.
Les villes fantômes sont des villes qui avaient autrefois une population importante, qui a depuis considérablement diminué amenant une partie ou l'ensemble de ses activités à fermer, soit en raison de la redirection d'une autoroute, de voies ferrées fermées ou l'épuisement de certaines ressources naturelles.

## Liste des villes fantômes
| Ville fantôme     | Municipalités                                         | Coordonnées                   | Notes                                                                           | Population la plus élevée (Année) | Population |
| ----------------- | ----------------------------------------------------- | ----------------------------- | ------------------------------------------------------------------------------- | --------------------------------- | ---------- |
| Alderson          | Comté de Cypress                                      | 50° 17′ 00″ N, 111° 20′ 00″ O |                                                                                 |                                   |            |
| Alexo             | Clearwater County                                     | 52° 28′ 00″ N, 115° 48′ 00″ O | Ancienne communauté d'extracteurs de charbon                                    |                                   |            |
| Allerston         | Comté de Warner No 5                                  | 49° 08′ 40″ N, 111° 45′ 51″ O |                                                                                 |                                   |            |
| Allingham         | Comté de Kneehill                                     | 51° 42′ 00″ N, 113° 36′ 00″ O |                                                                                 |                                   |            |
| Altorado          | Comté de Forty Mile No 8                              |                               |                                                                                 |                                   |            |
| Amber Valley      | Comté d'Athabasca                                     | 54° 44′ 00″ N, 112° 55′ 00″ O |                                                                                 |                                   |            |
| Anthracite        | District d'amélioration No 9 (Parc national de Banff) | 51° 11′ 57″ N, 115° 30′ 01″ O |                                                                                 |                                   |            |
| Ardenode          | Comté de Wheatland                                    | 51° 08′ 49″ N, 113° 25′ 23″ O |                                                                                 |                                   | 0          |
| Ardley            | Comté de Red Deer                                     | 52° 16′ 00″ N, 113° 14′ 00″ O |                                                                                 |                                   |            |
| Bankhead          | District d'amélioration No 9 (Parc national de Banff) | 51° 12′ 00″ N, 115° 32′ 00″ O | Ancienne communauté d'extracteurs de charbon                                    | 1000                              |            |
| Bardo             | Comté de Beaver                                       | 53° 18′ 06″ N, 112° 41′ 04″ O |                                                                                 |                                   |            |
| Battle Bend       | Comté de Flagstaff                                    | 52° 26′ 03″ N, 111° 26′ 39″ O |                                                                                 |                                   |            |
| Beazer            | Comté de Cardston                                     | 49° 06′ 57″ N, 113° 28′ 51″ O |                                                                                 |                                   |            |
| Belloy            | Comté de Birch Hills                                  | 55° 45′ 00″ N, 118° 15′ 00″ O |                                                                                 |                                   |            |
| Bindloss          | Aire spéciale No 2                                    | 50° 52′ 43″ N, 110° 16′ 32″ O |                                                                                 |                                   |            |
| Bingham           | Comté de Forty Mile No 8                              |                               |                                                                                 |                                   |            |
| Buffalo           | Aire spéciale No 2                                    | 50° 48′ 00″ N, 110° 40′ 00″ O |                                                                                 |                                   |            |
| Bulwark           | Comté de Paintearth No 18                             | 52° 15′ 00″ N, 111° 35′ 00″ O |                                                                                 |                                   |            |
| Butte             | Clearwater County                                     | 52° 11′ 00″ N, 114° 44′ 00″ O |                                                                                 |                                   |            |
| Coalspur          | Comté de Yellowhead                                   | 53° 11′ 00″ N, 117° 01′ 02″ O |                                                                                 |                                   |            |
| Commerce          | Comté de Lethbridge                                   | 49° 55′ 01″ N, 112° 56′ 21″ O |                                                                                 | 360 (1921)                        |            |
| Conquerville      | Comté de Forty Mile No 8                              | 49° 40′ 10″ N, 111° 13′ 25″ O |                                                                                 |                                   |            |
| Conrad            | Comté de Forty Mile No 8                              | 49° 31′ 00″ N, 111° 58′ 00″ O |                                                                                 |                                   |            |
| Del Bonita        | Comté de Cardston                                     | 49° 01′ 46″ N, 112° 47′ 21″ O |                                                                                 |                                   |            |
| Dorothy           | Comté de Starland                                     | 51° 18′ 00″ N, 112° 19′ 00″ O |                                                                                 | Années 1920                       |            |
| East Coulee       | Drumheller                                            | 51° 20′ 11″ N, 112° 29′ 22″ O |                                                                                 | Années 1930                       | 177        |
| Embarras Landing  | Comté de Yellowhead                                   | 53° 18′ 00″ N, 116° 54′ 00″ O |                                                                                 |                                   |            |
| Evarts            | Comté de Red Deer                                     | 52° 15′ 38″ N, 114° 16′ 18″ O |                                                                                 | 22 (1915)                         |            |
| Frankburg         | Foothills No 31                                       | 50° 31′ 44″ N, 113° 38′ 39″ O |                                                                                 |                                   |            |
| Georgetown        | Bighorn No 8                                          | 51° 06′ 28″ N, 115° 23′ 38″ O |                                                                                 |                                   |            |
| Harrisville       | Comté de Cardston                                     |                               |                                                                                 |                                   |            |
| Judson            | Comté de Cardston                                     | 49° 32′ 00″ N, 112° 21′ 00″ O |                                                                                 |                                   |            |
| Kimball           | Comté de Cardston                                     | 49° 05′ 00″ N, 113° 12′ 00″ O |                                                                                 |                                   |            |
| Kovach            | District d'amélioration de Kananaskis                 | 50° 56′ 00″ N, 115° 12′ 00″ O |                                                                                 |                                   |            |
| Legend            | Comté de Forty Mile No 8                              | 49° 28′ 55″ N, 111° 35′ 51″ O |                                                                                 |                                   |            |
| Lille             | Crowsnest Pass                                        | 49° 39′ 05″ N, 114° 23′ 52″ O |                                                                                 |                                   |            |
| Luscar            | Comté de Yellowhead                                   | 53° 04′ 06″ N, 117° 24′ 01″ O | Ancienne communauté d'extracteurs de charbon                                    |                                   |            |
| Maybutt           | Comté de Warner No 5                                  | 49° 31′ 04″ N, 112° 31′ 42″ O |                                                                                 | Années 1920                       |            |
| Mercoal           | Comté de Yellowhead                                   | 53° 10′ 00″ N, 117° 05′ 00″ O | Ancienne communauté d'extracteurs de charbon                                    |                                   |            |
| Mintlaw           | Comté de Red Deer                                     | 52° 13′ 18″ N, 113° 54′ 52″ O |                                                                                 |                                   |            |
| Mitford           | Comté de Rocky View                                   | 51° 12′ 44″ N, 114° 33′ 03″ O |                                                                                 |                                   |            |
| Mountain Park     | Comté de Yellowhead                                   | 52° 55′ 00″ N, 117° 16′ 00″ O | Ancienne communauté d'extracteurs de charbon                                    |                                   |            |
| Nemiscam          | Comté de Forty Mile No 8                              | 49° 29′ 00″ N, 111° 16′ 00″ O |                                                                                 |                                   |            |
| Nordegg           | Clearwater County                                     | 52° 28′ 05″ N, 116° 04′ 53″ O | Ancienne communauté d'extracteurs de charbon/Lieu historique national du Canada |                                   |            |
| Pakowki           | Comté de Forty Mile No 8                              | 49° 27′ 57″ N, 110° 56′ 52″ O |                                                                                 |                                   |            |
| Port Cornwall     | Lesser Slave River No 124                             | 55° 10′ 01″ N, 114° 03′ 30″ O |                                                                                 | 200 (1913)                        |            |
| Pendant d'Oreille | Comté de Forty Mile No 8                              | 49° 12′ 10″ N, 110° 52′ 00″ O |                                                                                 |                                   |            |
| Raley             | Comté de Cardston                                     | 49° 17′ 26″ N, 113° 10′ 56″ O |                                                                                 |                                   |            |
| Retlaw            | Taber                                                 | 50° 04′ 00″ N, 112° 16′ 00″ O |                                                                                 |                                   |            |
| Rowley            | Comté de Starland                                     | 51° 45′ 55″ N, 112° 47′ 17″ O |                                                                                 | 1920                              |            |
| Taylorville       | Comté de Cardston                                     | 49° 02′ 00″ N, 113° 07′ 00″ O |                                                                                 |                                   |            |
| Tollerton         | Comté de Yellowhead                                   | 53° 32′ 09″ N, 116° 28′ 10″ O |                                                                                 | 180 (1916)                        |            |
| Travers           | Comté de Vulcan                                       | 50° 15′ 07″ N, 112° 32′ 51″ O |                                                                                 |                                   |            |
| Twin River        | Comté de Cardston                                     |                               |                                                                                 |                                   |            |
| Wardlow           | Aire spéciale No 2                                    | 50° 54′ 23″ N, 111° 33′ 03″ O |                                                                                 |                                   |            |
| Whiskey Gap       | Comté de Cardston                                     | 49° 01′ 57″ N, 113° 01′ 59″ O |                                                                                 |                                   |            |
| Whitford          | Comté de Lamont                                       | 53° 52′ 00″ N, 112° 13′ 00″ O |                                                                                 |                                   |            |
| Whitla            | Comté de Forty Mile No 8                              | 49° 52′ 00″ N, 111° 03′ 00″ O |                                                                                 |                                   |            |
| Wimborne          | Comté de Kneehill                                     | 51° 51′ 55″ N, 113° 35′ 39″ O |                                                                                 |                                   | 31         |
| Windfall          | Comté de Woodlands                                    | 54° 11′ 14″ N, 116° 13′ 10″ O | Ancienne communauté d'exploiteurs de gaz créée par Canadian Fina Oil Ltd.       | 101 (1961)                        |            |
| Winnifred         | Comté de Forty Mile No 8                              | 49° 54′ 00″ N, 111° 12′ 00″ O |                                                                                 |                                   |            |
| Woolford          | Comté de Cardston                                     | 49° 11′ 00″ N, 113° 08′ 00″ O |                                                                                 | 1910                              |            |
| Wostok            | Comté de Lamont                                       | 53° 51′ 00″ N, 112° 28′ 00″ O |                                                                                 |                                   |            |